# شميدتيا
شميدتيا مديتيرانيا (بالانجليزية : Schmidtea mediterranea) هي حيوان بحري من نوع «تريكلاد» تعيش في المياه العذبة في جنوب أوروبا وتونس ، ويُستخدم أو يُستغل كنموذج للتجديد والخلايا الجذعية و تطوير الأنسجة الدماغية والجرثومية.

## التوزيع
ميدتيرانيا وجدت في بعض المناطق والجزر الساحلية في غرب البحر الأبيض المتوسط، مثل :  كاتالونيا، منورقة، ميورقة، كورسيكا، سردينيا، صقلية وتونس.

## البيئة
ارتفاع درجات حرارة المياه (25-27 درجة مئوية) لها آثار ضارة على التجمعات السكانية للبحر المتوسط، في حين أن الاختلافات في الرقم الهيدروجيني للمياه (6.9-8.9) لا يبدو أن لها تأثير مهم على بقاء هذا النوع.
ميدتيرانيا يمكن العثور عليها مع الأنواع الحيوانية المرتبطة بها مثل الرخويات، ذوات الصدفتين والحشرات و الطفيليات، و الديدان الخيطية . 

## الاستنساخ
تنتج العينات الجنسية لشميتديا البحر الأبيض المتوسط شرانق بين نوفمبر وأبريل. في شهر مايو، عندما ترتفع درجة حرارة الماء فوق 20 درجة مئوية، تفقد جهازها التناسلي. وعلى الرغم من ذلك، فإنها لا تتكاثر بشكل غير جنسي (عن طريق الانشطار) خلال أشهر الصيف.

## الابحاث
يمكن لأي قطعة من جسم الشميدتيا ميديتيرانيا تقريبًا تجديد كائن كامل في غضون أيام قليلة. هذا مُكَّنَ جزئيًا من خلال وجود خلايا جذعية وفيرة متعددة القدرات  تسمى الأرومات العصبية. وقد ثبت أن زرع الأرومة العصبية الواحدة لحيوان مصاب يمكنه إنقاذه.
أشار تحليل جينوم الشميدتيا إلى وجود عائلة غير معروفة سابقًا من التكرارات النهائية الطويلة وعدم وجود العديد من الجينات الأساسية، بما في ذلك الجينات المسؤولة عن تخليق الأحماض الدهنية وجينات قصور الانقسام الفتيلي 1 (MAD1) وقصور الانقسام الفتيلي 2 (MAD2) .